# Hapalopilus africanus
Hapalopilus africanus är en svampart som beskrevs av Ryvarden 1978. Hapalopilus africanus ingår i släktet Hapalopilus och familjen Polyporaceae.   Inga underarter finns listade i Catalogue of Life.